# ANOM Operation Trojan Shield
L’opération Trojan Shield aux États-Unis, Bouclier de Troie en français, Greenlight en Europe et IronSide en Australie, est une opération d'infiltration menée en collaboration par les agences gouvernementales responsables de l'application de la loi de plusieurs pays, entre 2018 et 2021, qui a intercepté des millions de messages envoyés via l'application de messagerie installée sur le smartphone prétendument sécurisé ANOM (également appelée AN0M ou ΛNØM ). 
Le service a été largement utilisé par les criminels, mais au lieu de fournir des communications sécurisées, il s'agissait en fait d'un cheval de Troie distribué secrètement par le Federal Bureau of Investigation (FBI) des États-Unis et la  police fédérale australienne (AFP), leur permettant de surveiller toutes les communications. Grâce à la collaboration avec d'autres organismes équivalents tels que Europol, l'opération a permis l'arrestation de plus de 800 personnes dans 16 pays suspectées d'être impliquées dans des activités criminelles. Parmi celles-ci se trouvent des membres présumés de la mafia italienne basée en Australie, du crime organisé albanais, des gangs de motards hors-la-loi, du milieu de la drogue et d'autres groupes criminels organisés.

## Contexte
La fermeture de la société canadienne de messagerie sécurisée Phantom Secure en mars 2018 a laissé les criminels internationaux avec la nécessité d'un système alternatif de communication sécurisée,. À peu près à la même époque, la branche du FBI de San Diego travaillait avec une personne qui développait un appareil chiffré de « nouvelle génération » destiné à être utilisé par des réseaux criminels. La personne faisait face à des accusations et a coopéré avec le FBI en échange d'une réduction de peine. L'individu a proposé de développer l'ANOM et de la distribuer ensuite aux criminels via leurs réseaux existants,. Les premiers dispositifs de communication avec ANOM ont été proposés par cet informateur à trois anciens distributeurs de Phantom Secure (en) en octobre 2018.
L'Australie ayant des lois nettement moins restrictives que les États-Unis pour le respect de la vie privée, le FBI a profité de ces lois plus laxistes pour demander à l'Australie de réaliser les écoutes, puis de lui envoyer les informations.
En plus de l'Australie, le FBI a également négocié avec un pays tiers (non nommé) pour mettre en place l'interception des communications, mais sur la base d'une ordonnance du tribunal qui permettait de transmettre les informations au FBI. Depuis octobre 2019, les communications de l'ANOM sont transmises au FBI depuis ce pays tiers, en plus de l'Australie.

## Distribution et utilisation

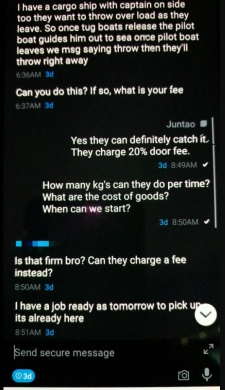
Une photo de l'ANOM en cours d'utilisation.

Les appareils ANOM contiennent une application de messagerie fonctionnant sur des smartphones spécialement modifiés pour désactiver les fonctions normales telles que la téléphonie vocale, la messagerie électronique ou les services de localisation. Après avoir vérifié que la fonctionnalité normale est désactivée, les applications de messagerie communiquent entre elles via des serveurs proxy supposés sécurisés. Ces serveurs, en fait contrôlés par le FBI, ont copié tous les messages qui leur étaient envoyés. Le FBI peut alors les déchiffrer avec une clé privée associée au message, sans jamais avoir besoin d'accéder à distance aux appareils,. Les appareils ont également un numéro d'identification fixe attribué à chaque utilisateur, permettant aux messages du même utilisateur d'être connectés les uns aux autres.
Environ 50 appareils ont été distribués en Australie pour des tests bêta à partir d'octobre 2018. Les communications interceptées ont montré que chaque appareil était utilisé pour des activités criminelles, principalement par des gangs criminels organisés,,.
L'utilisation de l'application s'est propagée par le bouche à oreille et a été encouragée par des agents infiltrés; l'ancien trafiquant de drogue Hakan Ayik a été identifié « comme quelqu'un en qui on avait confiance et qui allait pouvoir distribuer avec succès cette plateforme », et à son insu a été encouragé par des agents infiltrés à utiliser et vendre les appareils sur le marché noir, étendant encore plus son utilisation de par le monde. Les utilisateurs de ces appareils ont demandé des téléphones plus petits et plus récents, aussi de nouveaux appareils ont été conçus et vendus.
Après un démarrage lent, le taux de distribution des ANOM a augmenté à partir de la mi-2019. En octobre 2019, il y avait plusieurs centaines d'utilisateurs. En mai 2021, 11 800 appareils avec ANOM étaient installés, dont environ 9 000 étaient en cours d'utilisation,. La Nouvelle-Zélande comptait 57 utilisateurs du système de communication ANOM. La police suédoise a eu accès aux conversations de 1 600 utilisateurs, et elle a concentré sa surveillance sur 600 d'entre eux. Europol a déclaré que 27 millions de messages avaient été collectés à partir d'appareils ANOM dans plus de 100 pays.

## Scepticisme
Un certain scepticisme à l'égard de l'application existait ; un article d'un blog  WordPress de fin mars 2021 par un expert en sécurité informatique a qualifié l'application d'arnaque, démontrant d'une part que le discours « sécuritaire » de ANOM (comparant ANOM aux autres services de ce type) était au mieux surévalué, au pire complètement faux, et d'autre part que, derrière ce discours marketing, et sous une façade « technologique » sur les appareils mobiles, la réalité était que les serveurs et les applications de développement n'étaient pas correctement protégés, et permettait une compromission des serveurs plus aisée qu'un service comme Ciphr (en),,.

## Arrestations et réactions

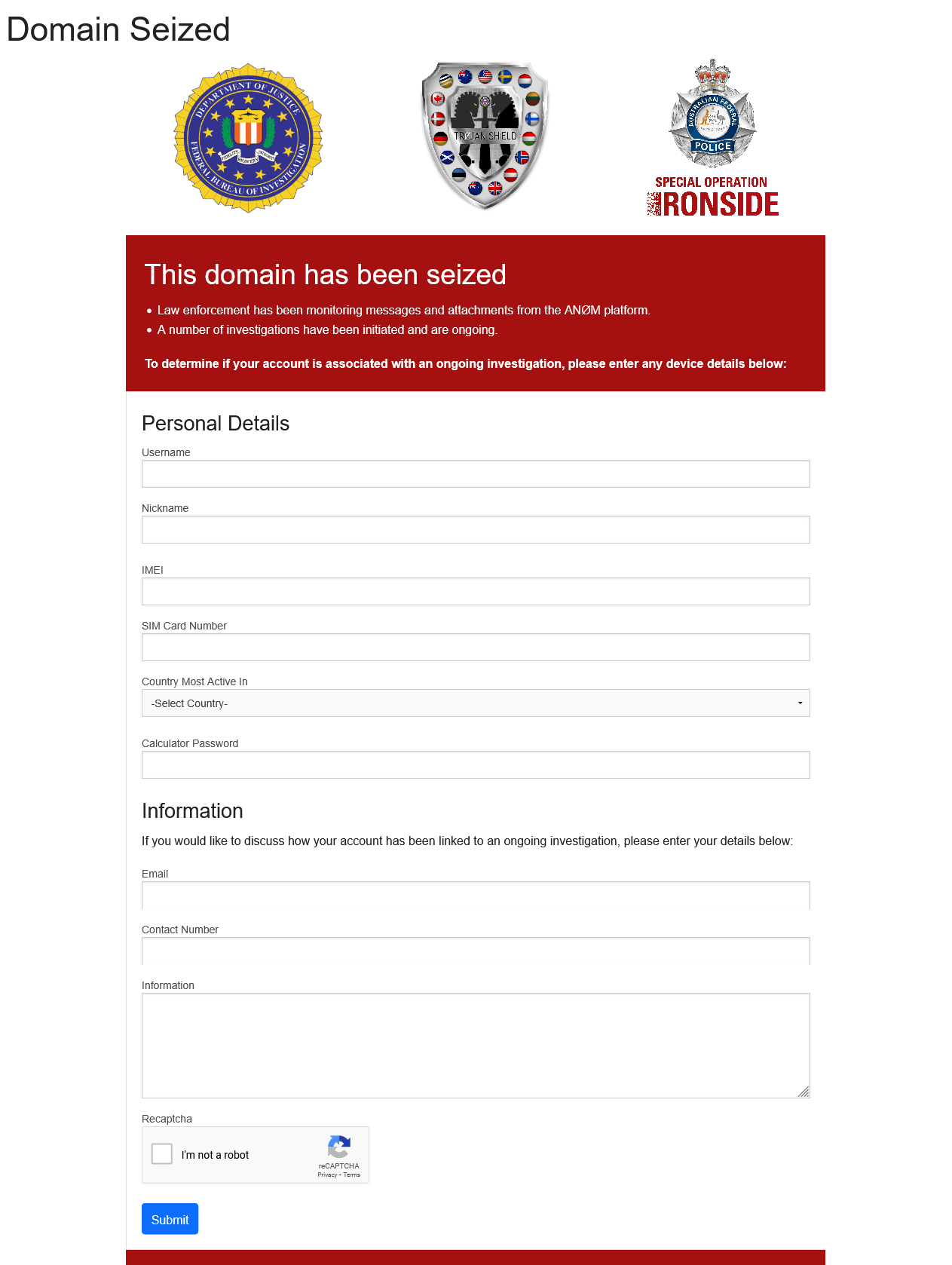
Capture d'écran du site Web de l'ANOM, 10 juin 2021.

L'opération d'infiltration a abouti à des mandats de perquisition qui ont été exécutés simultanément dans le monde entier le 8 juin 2021. La raison pour laquelle cette date a été choisie n'est pas tout à fait claire, mais les organes de presse ont émis l'hypothèse qu'elle pourrait être liée à un mandat d'accès au serveur expirant le 7 juin. Le contexte de l'opération d'infiltration et sa nature transnationale ont été révélés à la suite de l'exécution des mandats de perquisition. Plus de 800 personnes ont été arrêtées dans 16 pays,,. Parmi les personnes arrêtées se trouvent des membres présumés de la mafia italienne basée en Australie, du crime organisé albanais, des gangs de motards hors-la-loi, des syndicats du crime spécialisés dans la drogue et d'autres groupes criminels ,. Dans l'Union européenne, les arrestations étaient coordonnées par Europol. Des arrestations ont également été effectuées au Royaume-Uni mais la National Crime Agency n'a pas voulu fournir de détails sur le nombre d'arrestations.
Les éléments de preuve saisis comprennent près de 40 tonnes de drogues (plus de huit tonnes de cocaïne, 22 tonnes de cannabis et de résine de cannabis, six tonnes de précurseurs de drogues de synthèse, deux tonnes de drogues de synthèse), 250 armes à feu, 55 voitures de luxe et plus de 48 millions $ dans diverses devises et cryptomonnaies. En Australie, 224 personnes ont été arrêtées pour 526 chefs d'accusation au total. En Nouvelle-Zélande, 35 personnes ont été arrêtées et ont fait face à un total de 900 chefs d'accusation. La police a saisi 3,7 millions $ d'actifs, dont 14 véhicules, de la drogue, des armes à feu et plus de 1 million $ en espèces,.
Au cours des trois années, plus de 9 000 policiers de 18 pays ont été impliqués dans l'opération d'infiltration. Le Premier ministre australien Scott Morrison a déclaré que l'opération d'infiltration avait « porté un coup dur au crime organisé ». Europol l'a décrit comme « la plus grande opération d'application de la loi contre les communications chiffrées ».
En Suède, 155 personnes ont été arrêtées dans le cadre de l'opération. Selon la police suédoise, qui a reçu des renseignements du FBI au cours d'une première phase de l'opération, il a été découvert que de nombreux suspects se trouvaient en Suède. Les suspects en Suède ont été notés pour un taux plus élevé de crimes violents.
En Allemagne, 70 suspects auraient été arrêtés ainsi que 49 aux Pays-Bas.
Aux États-Unis, même si le FBI a été pilote et coordinateur de l'action, aucun ressortissant n'a été arrêté en raison des lois protectrices de la vie privée.

## Voir également
- EncroChat
- Sky Global